# Ведрине
Ведрине су насељено место у саставу града Триља, Сплитско-далматинска жупанија, Република Хрватска.

## Историја
До територијалне реорганизације у Хрватској налазиле су се у саставу старе општине Сињ.

## Становништво
На попису становништва 2011. године, Ведрине су имале 851 становника.
| Број становника по пописима | Број становника по пописима | Број становника по пописима | Број становника по пописима | Број становника по пописима | Број становника по пописима | Број становника по пописима | Број становника по пописима | Број становника по пописима | Број становника по пописима | Број становника по пописима | Број становника по пописима | Број становника по пописима | Број становника по пописима | Број становника по пописима | Број становника по пописима |
| --------------------------- | --------------------------- | --------------------------- | --------------------------- | --------------------------- | --------------------------- | --------------------------- | --------------------------- | --------------------------- | --------------------------- | --------------------------- | --------------------------- | --------------------------- | --------------------------- | --------------------------- | --------------------------- |
| 1857                        | 1869                        | 1880                        | 1890                        | 1900                        | 1910                        | 1921                        | 1931                        | 1948                        | 1953                        | 1961                        | 1971                        | 1981                        | 1991                        | 2001                        | 2011                        |
| 188                         | 620                         | 368                         | 299                         | 356                         | 415                         | 646                         | 464                         | 480                         | 479                         | 481                         | 545                         | 759                         | 735                         | 779                         | 851                         |

Напомена: У 1869. садржи податке за насеље Јабука, а у 1869. и 1921. за насеље Стрмендолац.

### Попис1991.
На попису становништва 1991. године, насељено место Ведрине је имало 735 становника, следећег националног састава:
| Попис 1991.‍  | Попис 1991.‍  | Попис 1991.‍ | Попис 1991.‍ | Попис 1991.‍ |
| ------------ | ------------ | ----------- | ----------- | ----------- |
|              |              |             |             |             |
| Хрвати       | Хрвати       |             | 718         | 97,68%      |
| неопредељени | неопредељени |             | 7           | 0,95%       |
| регион. опр. | регион. опр. |             | 1           | 0,13%       |
| непознато    | непознато    |             | 9           | 1,22%       |
| укупно: 735  |              |             |             |             |